# Donja Bukovica (Valjevo)
Donja Bukovica (Valjevo) (em cirílico: Доња Буковица) é uma vila da Sérvia localizada no município de Valjevo, pertencente ao distrito de Kolubara. A sua população era de 457 habitantes segundo o censo de 2011.

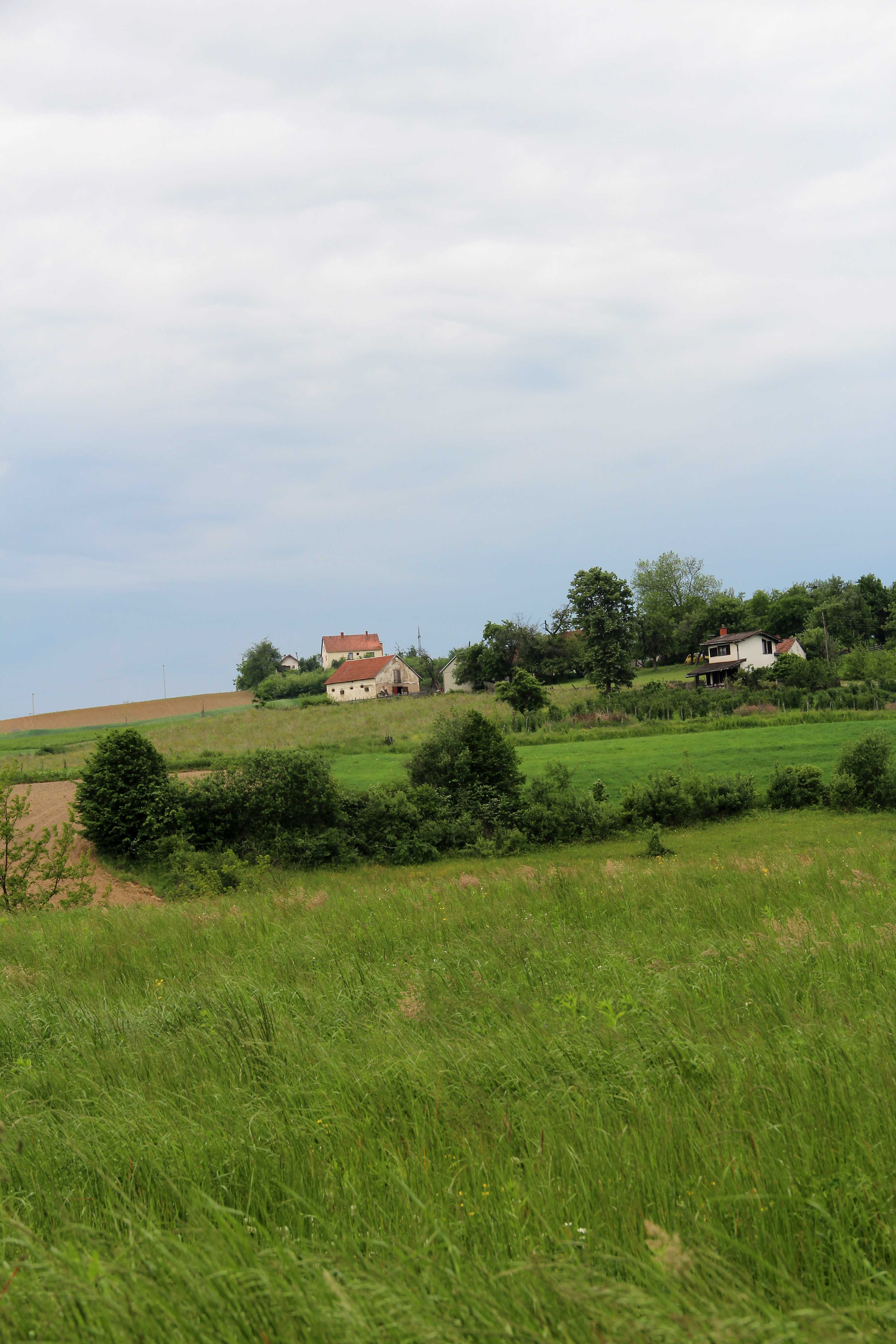
vila de Donja Bukovica - vila panorama
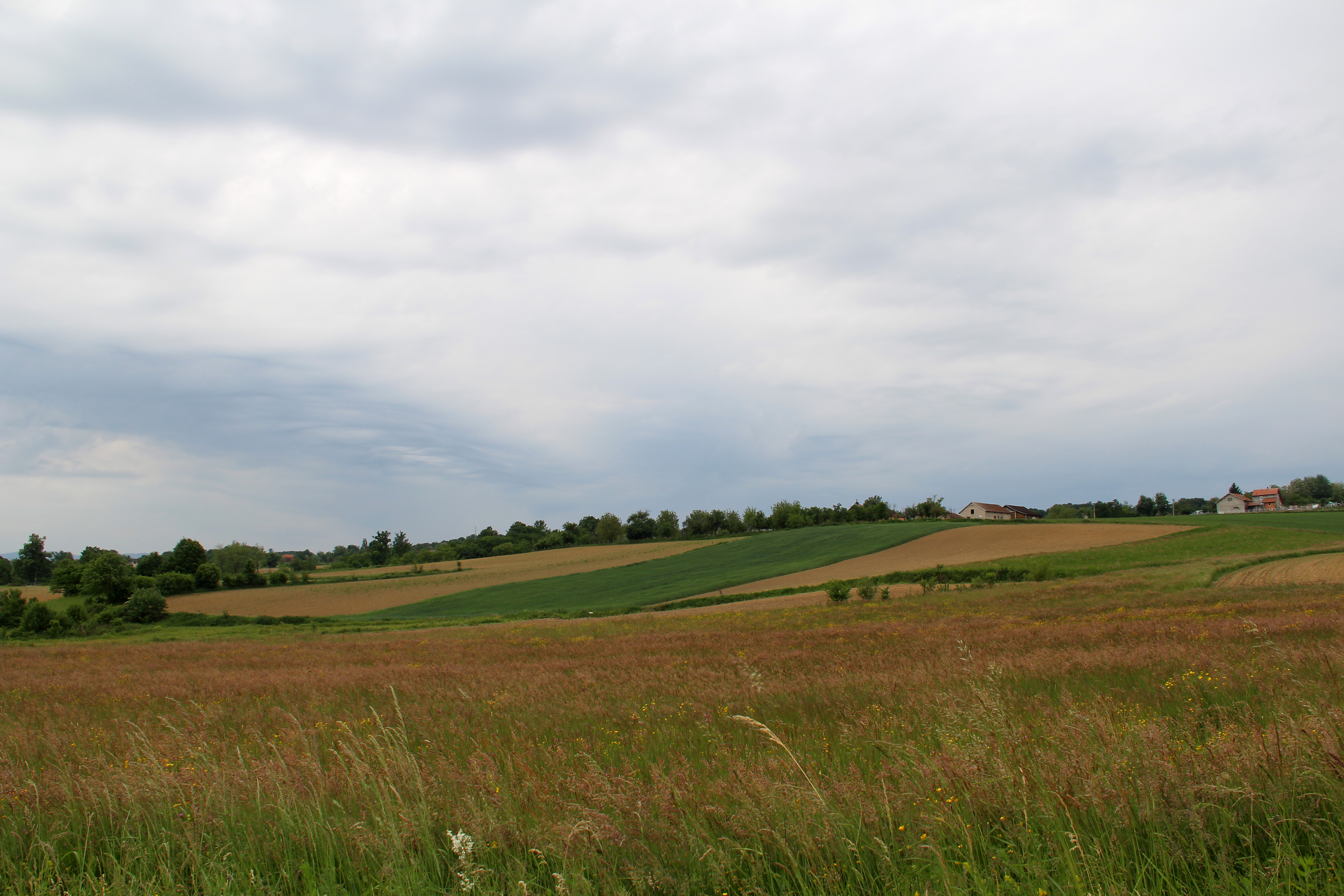
vila de Donja Bukovica - vila panorama
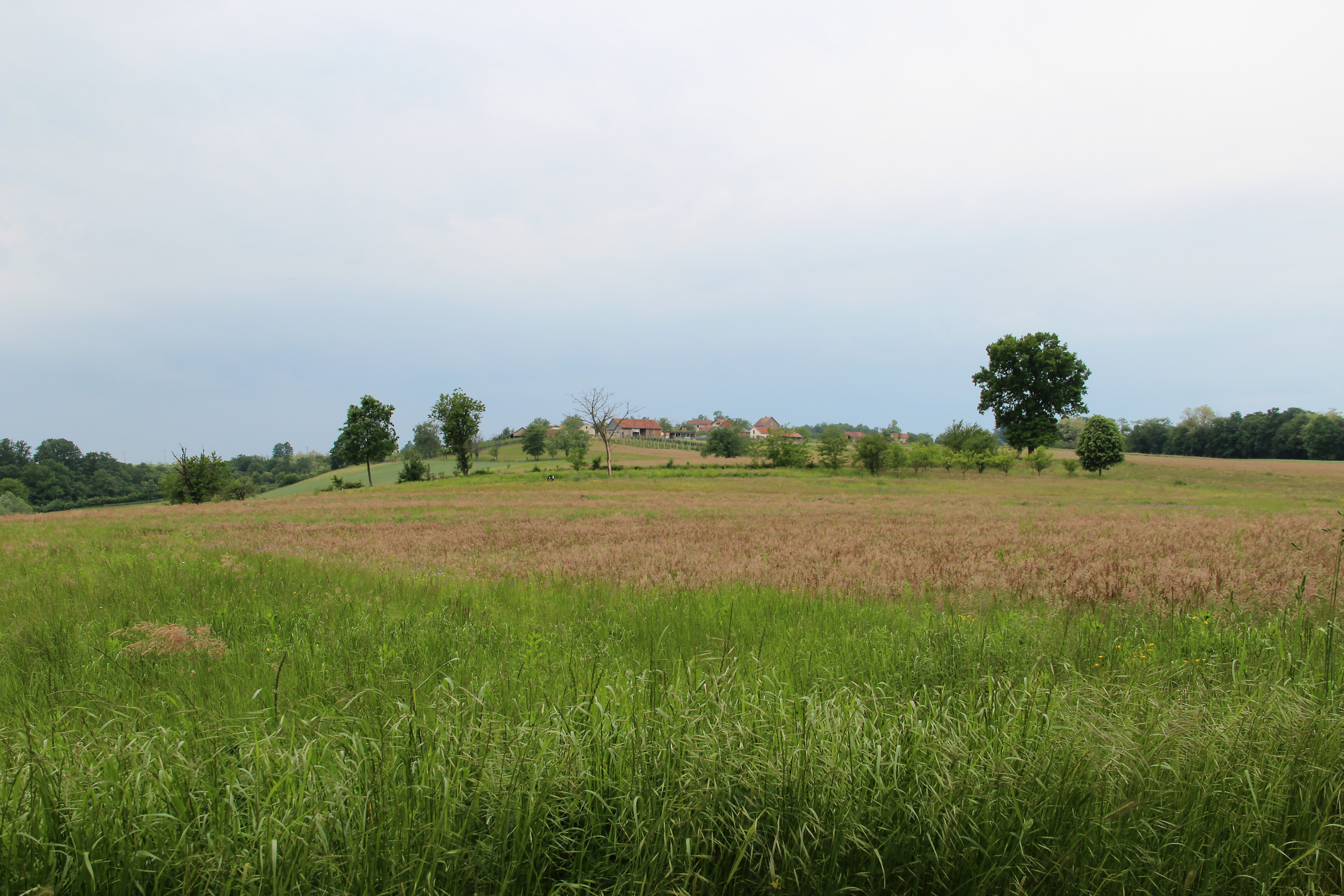
vila de Donja Bukovica - vila panorama
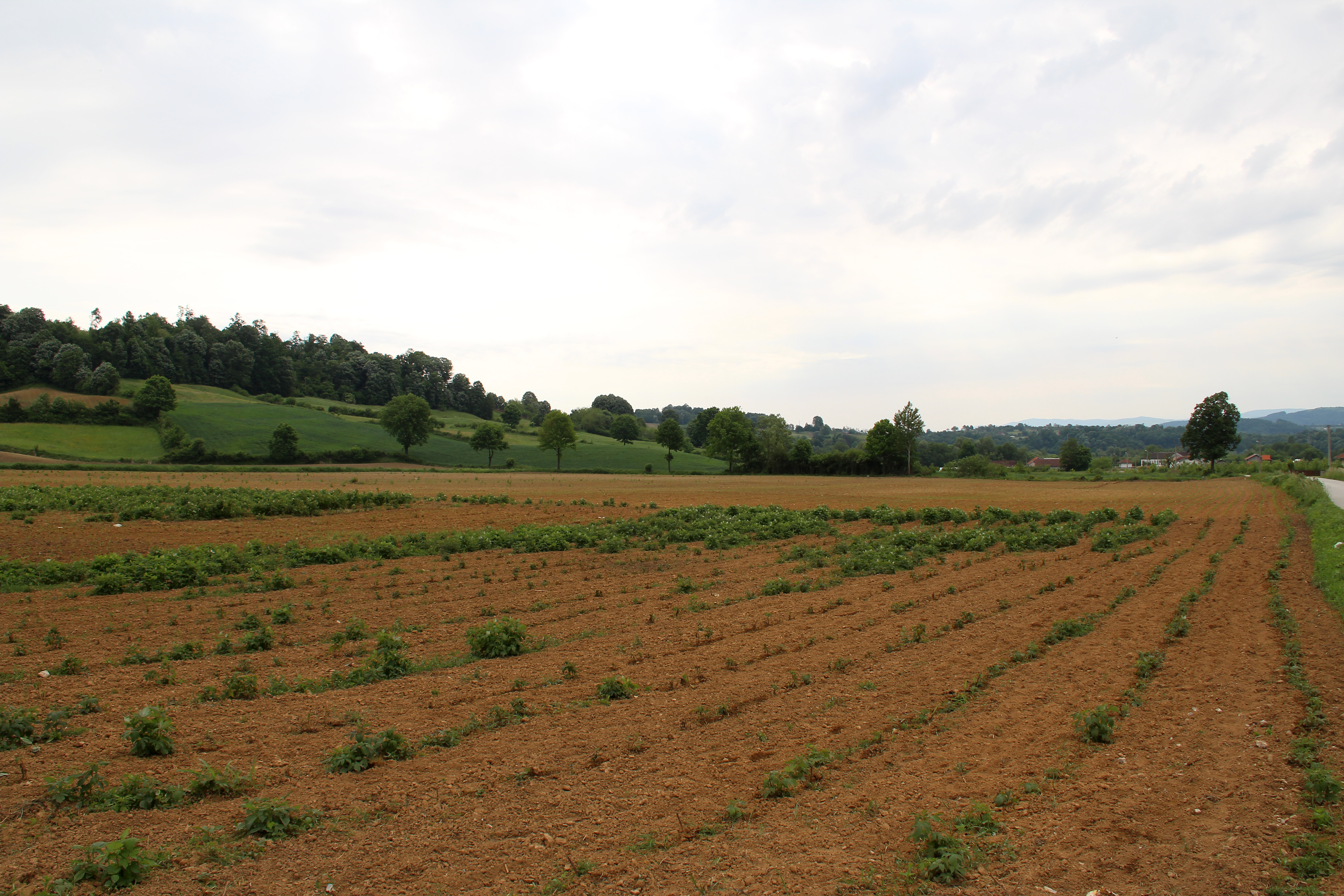
vila de Donja Bukovica - vila panorama
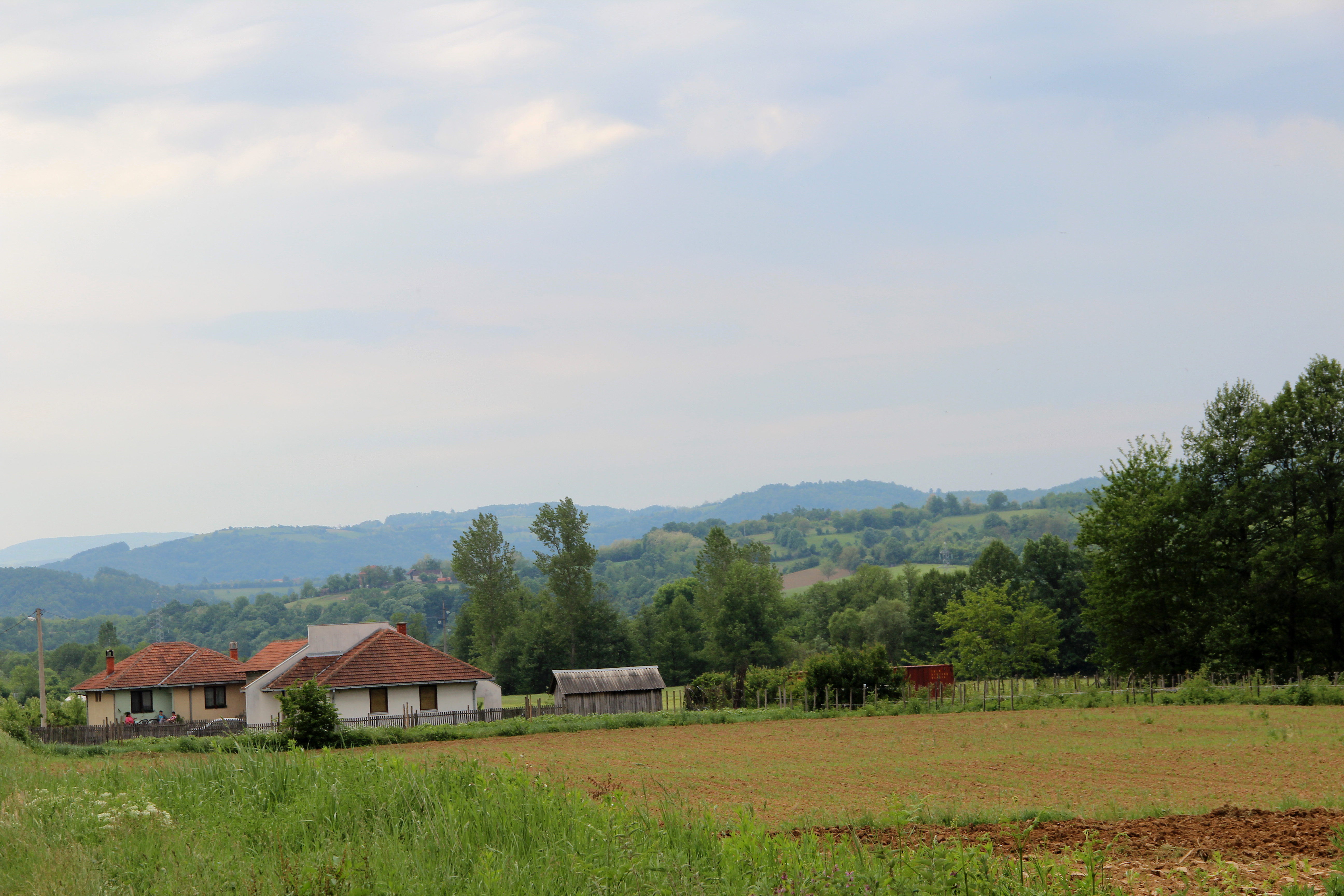
vila de Donja Bukovica - vila panorama
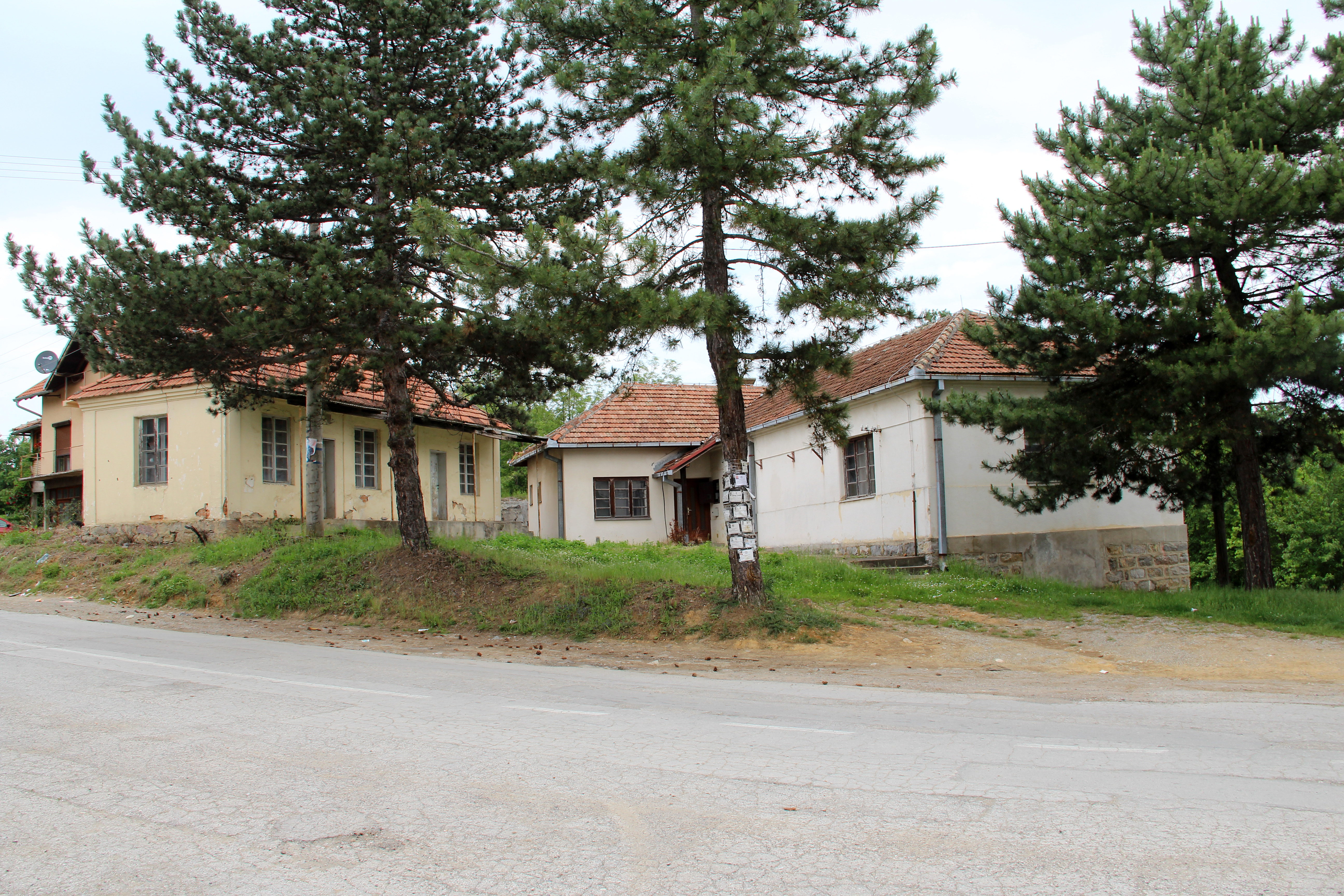
vila de Donja Bukovica - Caric - o centro
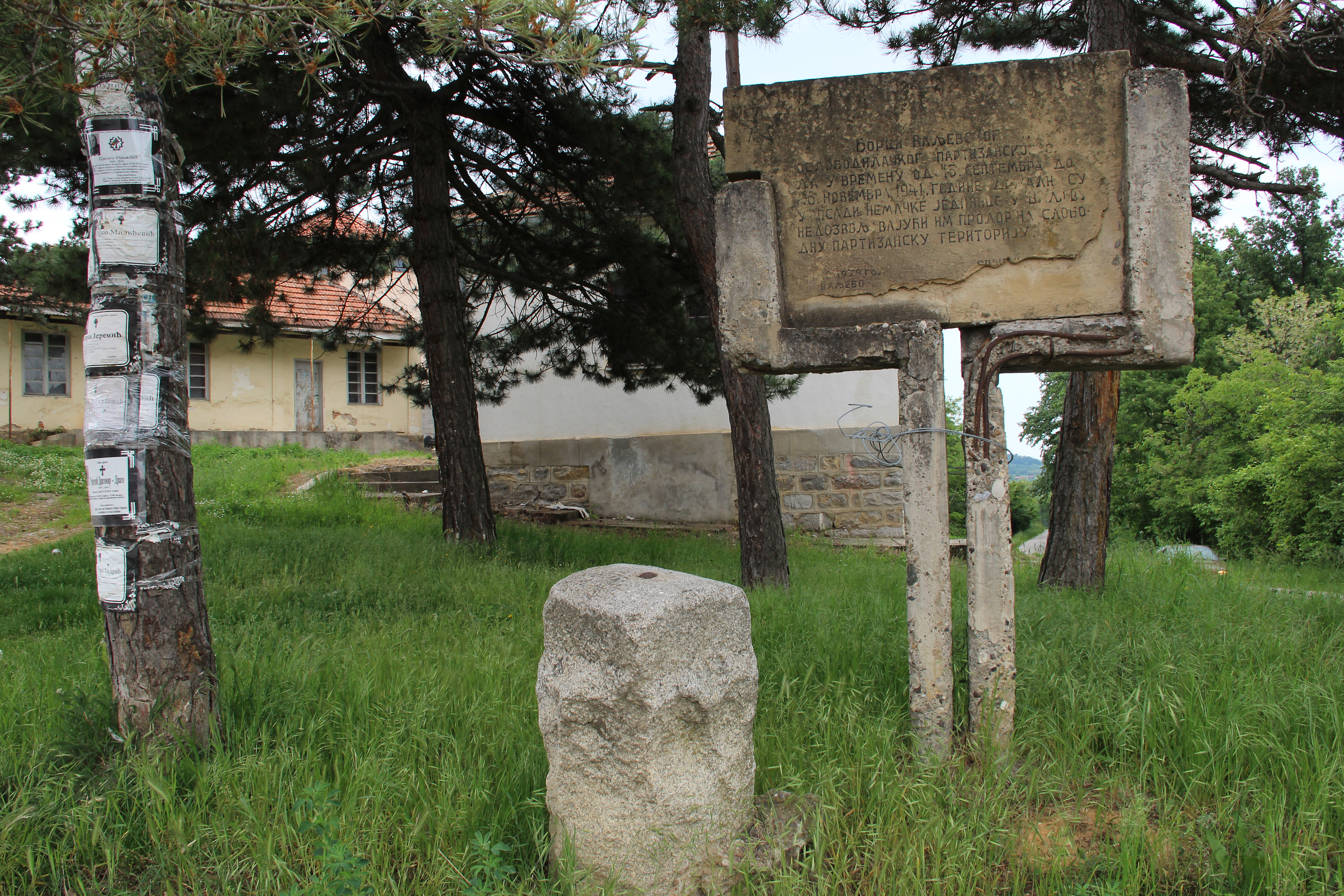
vila de Donja Bukovica - Caric - o monumento à revolução

## Demografia
| 1948 | 1953 | 1961 | 1971 | 1981 | 1991 | 2002 | 2011 |
| ---- | ---- | ---- | ---- | ---- | ---- | ---- | ---- |
| 987  | 977  | 924  | 837  | 727  | 658  | 556  | 457  |